# مارك يو
مارك يو هو موسيقي وعازف بيانو وملحن صيني، ولد في 5 يناير 1999 في باسادينا في الولايات المتحدة.

## وصلات خارجية
- مارك يو على موقع ميوزك برينز (الإنجليزية)